# Privilegierte Schützengesellschaft 1834 Presseck
Die Privilegierte Schützengesellschaft 1834 Presseck wurde am 11. Januar 1834 gegründet und ist somit der älteste Verein des Marktes Presseck.

## Geschichte

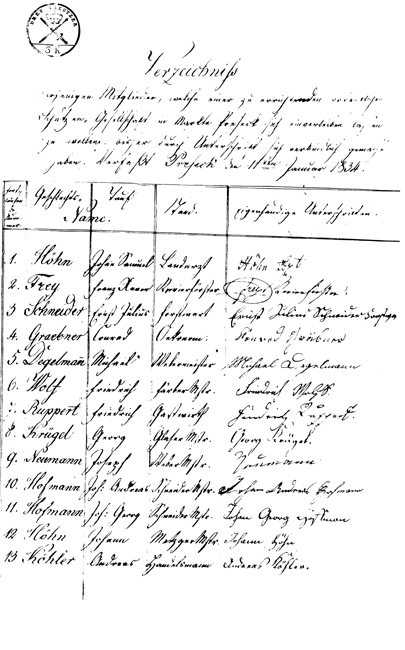
Das Protokoll der Gründungsversammlung vom 11. Januar 1834

Weit vor dem Jahr 1834 bestand eine lose Interessengemeinschaft zum Zwecke der Abhaltung von jährlichen Schießen. Am 11. Januar 1834 wurde auf Initiative des Landarztes Johann Samuel Höhn die heutige Privilegierte Schützengesellschaft von insgesamt 33 Mitglieder gegründet.
Am 14. Januar 1834 erfolgte ein Genehmigungsantrag an das Freiherrlich v. Lerchenfeld'sches Patrimonialgericht Heinersreuth und am 5. April 1834 an das an königliche Landgericht Stadtsteinach.
Im Jahr 1848 wurde das Grundstück am Pressecker Knock gekauft und noch im selben Jahr erfolgte der Bau eines Schießhauses mit Keller, Tanzsaal, Schießstand. Am 20. Juni 1883 erfolgte durch die Annahme der Bayerischen Schützenordnung vom 25. August 1868 der Erwerb des Privilegs.
Am 25. Dezember 1882 ist das alte Schützenhaus abgebrannt. Im Jahr 1883 folgte ein Wiederaufbau.
Im Jahr 1927 wird das Schützenhaus bei einem schweren Unwetter in der Nacht vom 17. zum 18. Juli schwer beschädigt, das Dach fast vollständig abgedeckt. In einer Zeitung finden wir unter dem 18. Juni 1927 folgende Notiz: "Einen ganz enormen Schaden richteten die in vergangener Nacht über unsere Höhen gezogenen Gewitter an … Am fürchterlichsten gehaust hat es an unserem Schützenhaus auf dem nahegelegenen Knock. Von einer Windhose oder vielleicht auch von einem sog. kalten Blitzstrahl wurde die Ostgiebel Seite des Hauses eingedrückt oder eingeschlagen. Der riesige Sturm erfasste einen Teil des Daches und schleuderte die Dachbeschallung mit dem Schiefer samt 15–18 cm starken Balken frei in der Luft mit solcher Wucht über die Längsseite des Übrigen Dachteils, dass der Stamm der am Haupteingang des Schießhauses vor dem Balkon stehenden, 1871 gepflanzten Friedenseiche vom Giebel bis auf Meterhöhe vom Boden zersplittert wurde.
Ein Teil des abgerissenen Daches liegt halbwegs von der Bezirksstrasse zum Schiesshause auf freiem Platz der Anlagen, der andere Teil links vom Schützenhause auf dem Hasenstandhäuschen. Die Verwüstung ist mit Worten nicht zu schildern…"
Im folgenden Jahr darauf, 1928 erfolgt die Renovierung des Schützenhauses und der Anbau einer Bühne.
1954 - 120 Jahre Gründungsjubiläum
Im Jahr 1970 erfolgt ein kompletter Neubau des heutigen Schützenhauses, mit einer großzügig ausgestatteten Schießsportanlage neben dem Schützenhaus.
1984 - 150 Jahre Gründungsjubiläum und Klaus Bodenschatz wurde neuer Kommissar.
1992/93 Neubau der neuen überdachten Schießanlage unter Bauleitung von Werner Gareis.
1995 Der 1.Schützenmeister Herbert Schaller gibt nach 15 Jahren sein Amt ab.
Neuer 1.Schützenmeister wird der langjährige 2. Schützenmeister Werner Gareis.
2005 - Der neue 1.Schützenmeister wird Frank Wunner.
2009 - 175 Jahre Gründungsjubiläum und Außenrenovierung des Schießstandes.

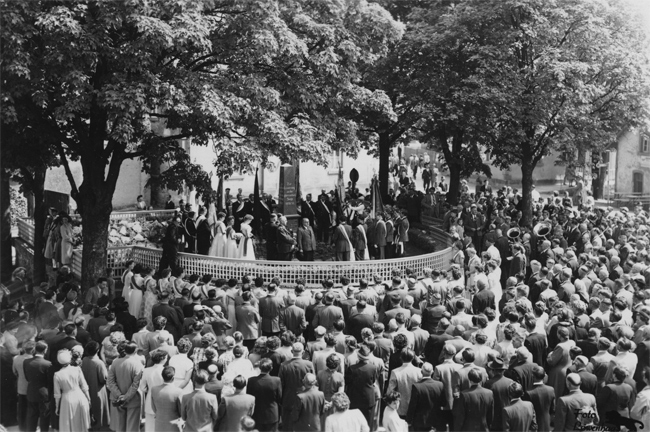
1954 - 120 Jahre Gründungsjubiläum
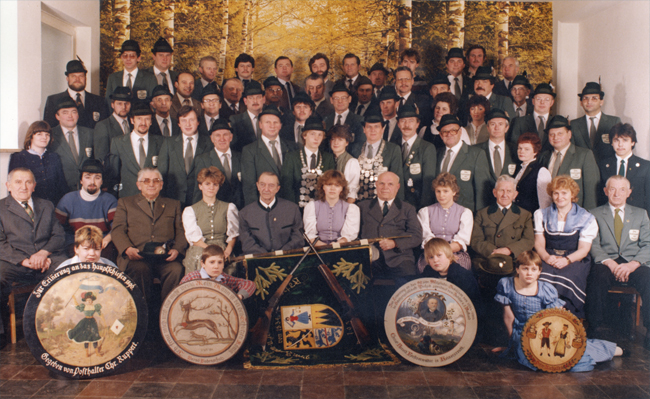
1984 - 150 Jahre Gründungsjubiläum
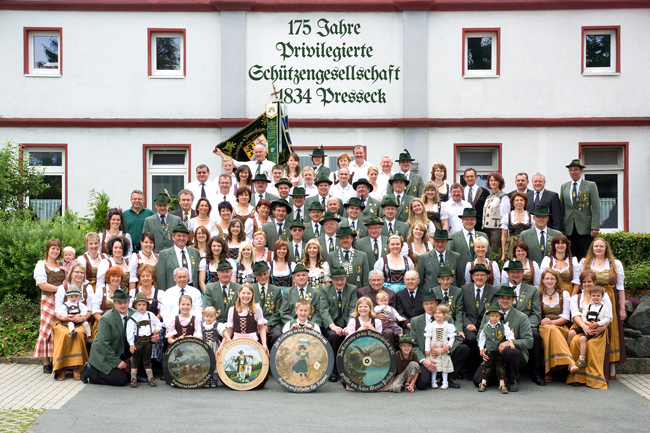
2009 - 175 Jahre Gründungsjubiläum

## Der Schießstand
Der neue überdachte Schießstand hat insgesamt 12 automatische Zugstände. Geschossen wird auf 10 m Entfernung nach der Sportordnung des DSB Deutscher Schützenbund.

## Veranstaltungen
Alljährlich zu Pfingsten veranstalten der Verein das traditionelle Schützen- und Bürgerfest, bei dem der neue Schützenkönig gekrönt wird. Beim Herbstschießen werden die Vereinsmeister in der Schützen- und Jugendklasse sowie den Jungschützenkönig ermittelt. Beim Vereinsvergleichschießen im Frühjahr messen sich die Mannschaften der ortsansässigen Vereine.